# Contea di Bexar
La contea di Bexar (in inglese Bexar County) è una contea dello Stato del Texas, negli Stati Uniti. La popolazione al censimento del 2010 era di 1.714.773 abitanti, mentre secondo una stima del 2013 la popolazione era di 1.817.610. Il capoluogo di contea è San Antonio. Il suo nome deriva da San Antonio de Béxar
Si tratta della 17ª contea più popolosa della nazione e la quarta più popolosa del Texas.

## Storia
Bexar County è stato creata il 20 dicembre 1836, e comprendeva quasi tutta la parte occidentale della Repubblica del Texas. Includeva anche le zone contese della parte occidentale di Nuovo Messico e del nord del Wyoming. In seguito dall'area di questa contea ne furono create altre 128.

## Geografia fisica
| Anno | Popolazione | ±%     |
| ---- | ----------- | ------ |
| 1850 | 6.052       |        |
| 1860 | 14.454      | 138,8% |
| 1870 | 16.043      | 11,0%  |
| 1880 | 30.470      | 89,9%  |
| 1890 | 49.266      | 61,7%  |
| 1900 | 69.422      | 40,9%  |
| 1910 | 119.676     | 72,4%  |
| 1920 | 202.096     | 68,9%  |
| 1930 | 292.533     | 44,7%  |
| 1940 | 338.176     | 15,6%  |
| 1950 | 500.460     | 48,0%  |
| 1960 | 687.151     | 37,3%  |
| 1970 | 830.460     | 20,9%  |
| 1980 | 988.800     | 19,1%  |
| 1990 | 1.185.394   | 19,9%  |
| 2000 | 1.392.931   | 17,5%  |
| 2010 | 1.714.773   | 23,1%  |

Secondo l'Ufficio del censimento degli Stati Uniti d'America la contea ha un'area totale di 1.256 miglia quadrate (3.250 km²), di cui 1.240 miglia quadrate (3.200 km²) sono terra, mentre 16 miglia quadrate (41 km², corrispondenti all'1,3% del territorio) sono costituiti dall'acqua. Bexar County si trova nel centro-sud del Texas, a circa 190 miglia (305 chilometri) ad ovest di Houston, e a 140 miglia (230 km) sia dal confine tra il Messico e gli Stati Uniti d'America a sud-ovest, che dal Golfo del Messico a sud-est.
La Scarpata di Balcones taglia in due la regione, da ovest verso est; a nord della scarpata ci sono le colline rocciose, le sorgenti, e il cosiddetto "paese delle colline", Texas Hill Country. A sud della scarpata si trovano le Blackland Prairie e le pianure del Sud del Texas. Il fiume San Antonio nasce dalle sorgenti a nord del centro di San Antonio, e scorre verso su e sud-est, attraversando la contea.

### Strade principali
- Interstate 10
- Interstate 35
- Interstate 37
- Interstate 410
- U.S. Route 87
- U.S. Route 90
- U.S. Route 181
- U.S. Route 281
- State Highway 16
- State Highway Loop 1604

### Contee adiacenti
- Kendall County (nord)
- Comal County (nord)
- Guadalupe County (nord-est)
- Wison County (sud-est)
- Atascosa County (sud)
- Medina County (ovest)
- Bandera County (nord-ovest)

### Aree protette
- San Antonio Missions National Historical Park

## Cultura
Nell'autunno del 2013 Bexar County aprì BiblioTech - Bexar County's Digital Library, la prima biblioteca senza libri della nazione.

## Criminalità
Le strutture detentive di Bexar County sono al 200 North Comal, nel centro di San Antonio. Alla fine del 2012, degli articoli di stampa hanno fatto notare un aumento del numero di suicidi presso la struttura. La questione è stata oggetto di dibattito nelle elezioni per scegliere il nuovo sceriffo di quell'anno. La prigione nel 2012 ospitava una media di circa 3.800, diventando così il terzo più grande dello Stato, fino a quando è stato dismesso. La capacità di prigionieri contenibili era di 4.563. Lo sceriffo Susan Pamerleau, repubblicana, ha, tra gli altri incarichi, quello della gestione del carcere. Si tratta della prima donna a ricoprire tale ruolo.
Il Texas Department of Criminal Justice gestisce la Dominguez Unit, una prigione di stato per i carcerati di sesso maschile. Essa si trova proprio a Bexar County.

## Installazione militari
- Brooks City-Base (decommissionata)
- Camp Bullis
- Fort Sam Houston
- Kelly Air Force Base (decommissionata)
- Lackland Air Force Base
- Randolph Air Force Base
- San Antonio Military Medical Center